# NGC 1110
NGC 1110 è una galassia a spirale magellanica (barrata?) vista di taglio e situata nella costellazione dell'Eridano, a una distanza di circa 54 milioni di anni luce dalla nostra Via Lattea.

## Scoperta
La galassia è stata scoperta il 21 dicembre 1886 dall'astronomo statunitense Francis Leavenworth.

## Descrizione
NGC 1110 ha una classe di luminosità V e presenta una larga riga a 21 cm dell'idrogeno neutro.
Data la sua luminosità superficiale pari a 14,30, NGC 1110 può essere classificata come una galassia a bassa luminosità superficiale (nella letteratura in lingua inglese abbreviata in LSB, acronimo di Low Surface Brightness). Le galassie LSB sono galassie di tipo diffuso (D) con una luminosità superficiale inferiore di almeno una magnitudine a quella del cielo notturno circostante.

## Gruppo di NGC 1084
NGC 1110 fa parte del Gruppo di NGC 1084, un raggruppamento che comprende almeno quattordici galassie situate nelle costellazioni della Balena e dell'Eridano. La distanza media tra il centro di massa di questo gruppo e la nostra Via Lattea è di circa 58 milioni di anni luce (17,78 milioni di parsec).
Le galassie componenti il gruppo, indicate nell'articolo di Garcia del 1993 e inserite nel New General Catalogue sono: NGC 988, NGC 991, NGC 1022, NGC 1035, NGC 1042, NGC 1047, NGC 1051 (=NGC 961), NGC 1052, NGC 1084, NGC 1110 e NGC 1140. Queste galassie, tranne NGC 1047 e NGC 1140, sono incluse anche nella lista pubblicata sul sito Un Atlas de L'Univers di Richard Powell. Powell designa il raggruppamento come Gruppo di NGC 1052.